# Johann Gottfried Sommer
Johann Gottfried Sommer (* 1782/1783 in Leuben bei Dresden; † 11./12. November 1848 in Karolinenthal bei Prag; eigentlich Johann Gottfried Volte) war ein deutscher Schriftsteller und Sachbuchautor topographisch-historischer Werke.

## Leben
Der Sohn eines Schusters entstammte ärmlichen Verhältnissen. Autodidaktisch bildete er sich fort und übernahm die Lehrerstelle an einer Dorfschule. Nach einer anschließenden Ausbildung am Friedrichstädter Lehrerseminar in Dresden veröffentlichte Volte in den Jahren 1805 bis 1810 mehrere Schulbücher.
Sein eigentliches Interesse galt der Geographie und der Sprachwissenschaft, deshalb begann er mit der Publikation geographischer Beschreibungen. Sommer betrieb jedoch zu keiner Zeit eigene wissenschaftliche Forschungen, sondern beschränkte sich auf die Sammlung und Aufbereitung vorhandener Erkenntnisse. Nach seiner Scheidung verließ er 1809 Dresden und begab sich nach Böhmen, wo er sich seinen Lebensunterhalt zunächst als Schauspieler und Souffleur verdiente. In Prag erhielt er schließlich eine Anstellung als Hauslehrer und änderte seinen Familiennamen in Sommer. In dieser Zeit publizierte Sommer vorwiegend zur deutschen Sprachlehre und wirkte dann als Lehrer am Prager Konservatorium.
1823 begann er mit der Herausgabe des Taschenbuches zur Verbreitung geographischer Kenntnisse,  das bis zu seinem Tode in 26 Jahrgängen erschien.
Für sein Lebenswerk gab er 1831 die Tätigkeit als Lehrer auf und erhielt durch Kaspar Maria von Sternberg eine Anstellung beim Vaterländischen Museum in Böhmen, wo er die Herausgabe der statistisch-topographischen Beschreibung des Königreiches Böhmen, die ab 1833 in 16 Bänden, der letzte 1849 posthum erschien, vorbereitete. Maßgeblich unterstützt wurde er dabei von Franz Xaver Zippe.
Daneben wirkte Sommer lange Zeit als Redakteur der Oekonomischen Neuigkeiten und des Hesperus.

## Werke (Auswahl)
- Neuestes wort- und sacherklärendes Verteutschungs-Wörterbuch aller jener aus fremden Sprachen entlehnten Wörter, Ausdrücke und Redensarten, welche die Teutschen bis jetzt, in Schriften und Büchern sowohl als in der Umgangssprache, noch immer für unentbehrlich und unersetzlich gehalten haben. Ein Handbuch für Geschäftsmänner, Zeitungsleser und alle gebildete Menschen überhaupt. J. G. Calve’sche Buchhandlung, Prag 1814 ( Vierte Aufl. 1833).
- Gemälde der physischen Welt oder unterhaltende Darstellung der Himmels- und Erdkunde, 6 Bände, Prag 1819–1830, Calve, mit 45 KK. und Steintafeln
  - 1. Band Das Weltgebäude, ein nützliches und unterhaltendes Lesebuch. Prag 1819, 2. Aufl. 1827, mit 12 KK. und Steintafeln (books.google.de).
  - 2. Band Physikalische Beschreibung der festen Oberfläche des Erdkörpers. Prag 1821, 2. Aufl. 1828, mit 14 KK. und Karten (books.google.de).
  - 3. Band Physikalische Beschreibung der flüssigen Oberfläche des Erdkörpers. Prag 1823, mit 11 KK. und Karten, 2. Aufl. 1829, mit 7 KK. und Steintafeln (books.google.it).
  - 4. Band Physikalische Beschreibung des Dunstkreises der Erdkugel. Prag 1823, mit 6 KK. und Steintafeln, 2. aufl. 1830, mit 4 KK. (books.google.de).
  - 5. Band Geschichte der Erdoberfläche. Prag 1825, mit 5 KK., 2. Aufl. 1830, mit 7 KK. und 2 Steintafeln (books.google.de).
  - 6. Band Gemälde der organischen Welt. Prag 1826, mit 1 K., 2. Aufl. 1831 (books.google.de)
- Taschenbuch zur Verbreitung geographischer Kenntnisse. Eine Uebersicht des Neuesten und Wissenswürdigsten im Gebiete der gesammten Länder- und Völkerkunde. Zugleich als fortlaufende Ergänzung zu Zimmermanns Taschenbuch der Reisen. J. G. Calve’sche Buchhandlung, 26 Bde., Prag 1823–1848 (Hrsg., books.google.de).
  - Jahrgang 1. 1823 (books.google.de)
  - Jahrgang 2. 1824 (books.google.de)
  - Jahrgang 3. 1825 (books.google.de)
  - Jahrgang 4. 1826 (books.google.de)
  - Jahrgang 5. 1827 (books.google.de)
  - Jahrgang 6. 1828 (books.google.de)
  - Jahrgang 7. 1829 (books.google.de)
  - Jahrgang 8. 1830 (books.google.de)
  - Jahrgang 9. 1831 (books.google.de)
  - Jahrgang 10. 1832 (books.google.de)
  - Jahrgang 11. 1833 (books.google.de)
  - Jahrgang 12. 1834 (books.google.de)
  - Jahrgang 13. 1835 (books.google.de)
  - Jahrgang 14. 1836 (books.google.de)
  - Jahrgang 15. 1837 (books.google.de)
  - Jahrgang 16. 1838 (books.google.de)
  - Jahrgang 17. 1839 (books.google.de)
  - Jahrgang 18. 1840 (books.google.de)
  - Jahrgang 19. 1841 (books.google.de)
  - Jahrgang 20. 1842 (books.google.de)
  - Jahrgang 21. 1843 (books.google.de)
  - Jahrgang 22. 1844
  - Jahrgang 23. 1845 (books.google.de)
  - Jahrgang 24. 1846 (books.google.de)
  - Jahrgang 25. 1847 (books.google.de)
  - Neue Folge. Erster Jahrgang. 1848 (books.google.de)
- Neuestes Gemälde von Asien. Prag 1829–1830
  - Erster Teil (2. Aufl. 1834)
  - Zweiter Teil (books.google.de)
- Neuestes Gemälde von Amerika. Prag 1831
  - Vierter Teil (books.google.de)

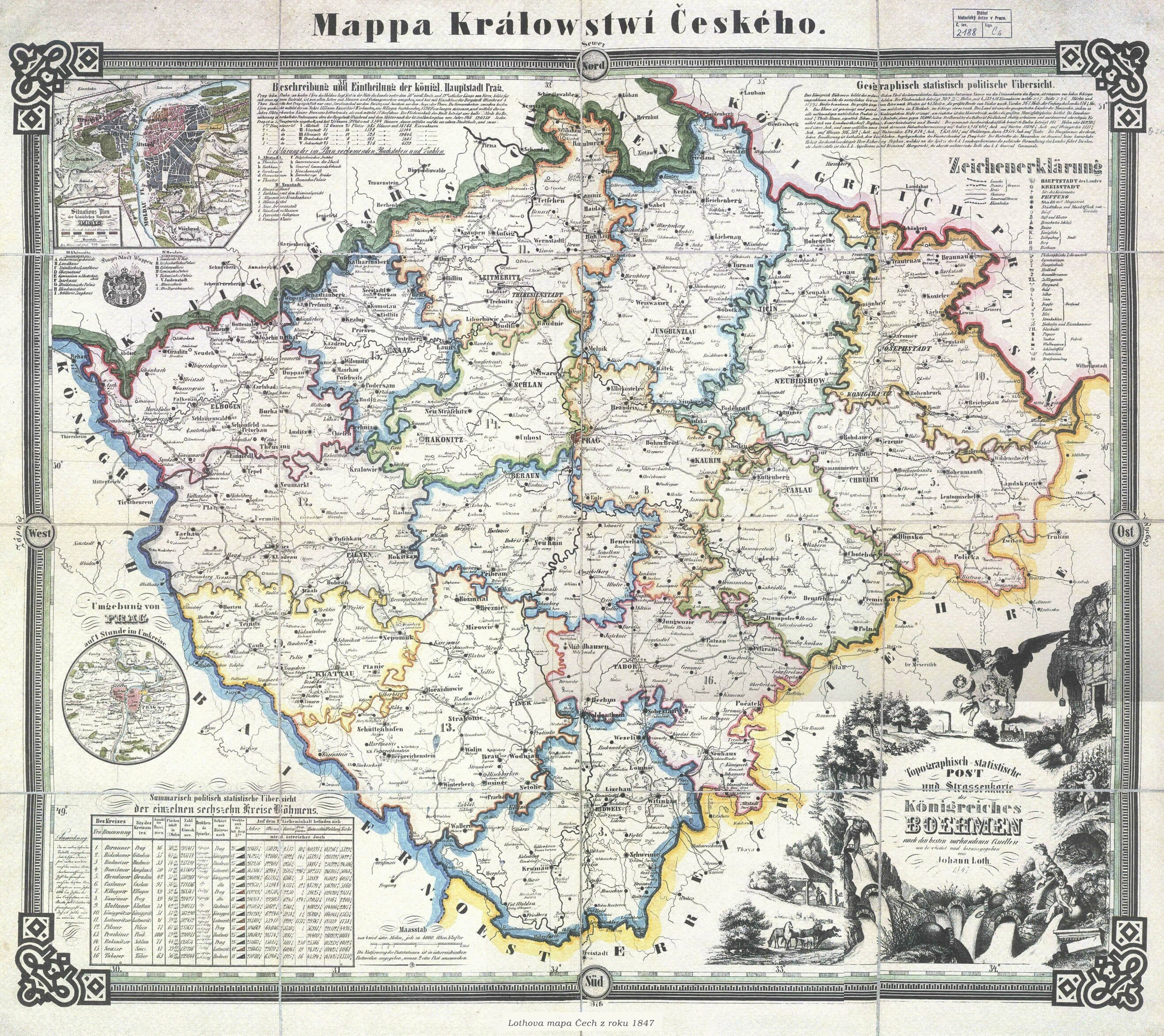
Kreisgliederung Böhmens entsprechend der 16 Sommer-Bände

- Das Königreich Böhmen; statistisch-topographisch dargestellt. J. G. Calve’sche Buchhandlung (Band 1–9) bzw. Verlag Friedrich Ehrlich (Band 10–16), Prag
  - Band 1: Leitmeritzer Kreis. 1833 (Nachdruck ISBN 3-902318-00-7, Reihe: Aus der Bibliothek meines Urgroßvaters Carl Ritter von Taschek) books.google.it, 2.
  - Band 2: Bunzlauer Kreis. 1834 (Nachdruck ISBN 3-902318-01-5) books.google.it
  - Band 3: Bidschower Kreis. 1835 (Nachdruck ISBN 3-902318-02-3) books.google.it
  - Band 4: Königgrätzer Kreis. 1836 (Nachdruck ISBN 3-902318-03-1) books.google.it
  - Band 5: Chrudimer Kreis. 1837 (Nachdruck ISBN 3-902318-04-X) books.google.it
  - Band 6: Pilsner Kreis. 1838 (Nachdruck ISBN 3-902318-05-8) books.google.it
  - Band 7: Klattauer Kreis. 1839 (Nachdruck ISBN 3-902318-06-6) books.google.it
  - Band 8: Prachiner Kreis. 1840 (Nachdruck ISBN 3-902318-07-4) books.google.it
  - Band 9: Budweiser Kreis. 1841 (Nachdruck ISBN 3-902318-08-2) books.google.it
  - Band 10: Taborer Kreis. 1842 (Nachdruck ISBN 3-902318-09-0) books.google.it
  - Band 11: Caslaver Kreis. 1843 (Nachdruck ISBN 3-902318-10-4) books.google.it
  - Band 12: Kaurimer Kreis. 1843 (Nachdruck ISBN 3-902318-11-2) books.google.it
  - Band 13: Rakonitzer Kreis. 1845 (Nachdruck ISBN 3-902318-12-0) books.google.it
  - Band 14: Saazer Kreis. 1846 (Nachdruck ISBN 3-902318-13-9) books.google.it
  - Band 15: Elbogener Kreis. 1847 (Nachdruck ISBN 3-902318-14-7) books.google.de
  - Band 16: Berauner Kreis. 1849 (Nachdruck ISBN 3-902318-15-5) books.google.it
  - Indexband (Nachdruck ISBN 3-902318-16-3)

- Lehrbuch der Erd- und Staatenkunde. 3 Bände, 1835–1842.
  - Erster Band (books.google.it)
  - Zweiter Band (opacplus.bsb-muenchen.de)
  - Dritter Band (books.google.it)
- Teplitz und seine Umgebungen für Fremde und Einheimische. Darmstadt 1830 (opacplus.bsb-muenchen.de)